# Jenova Chen

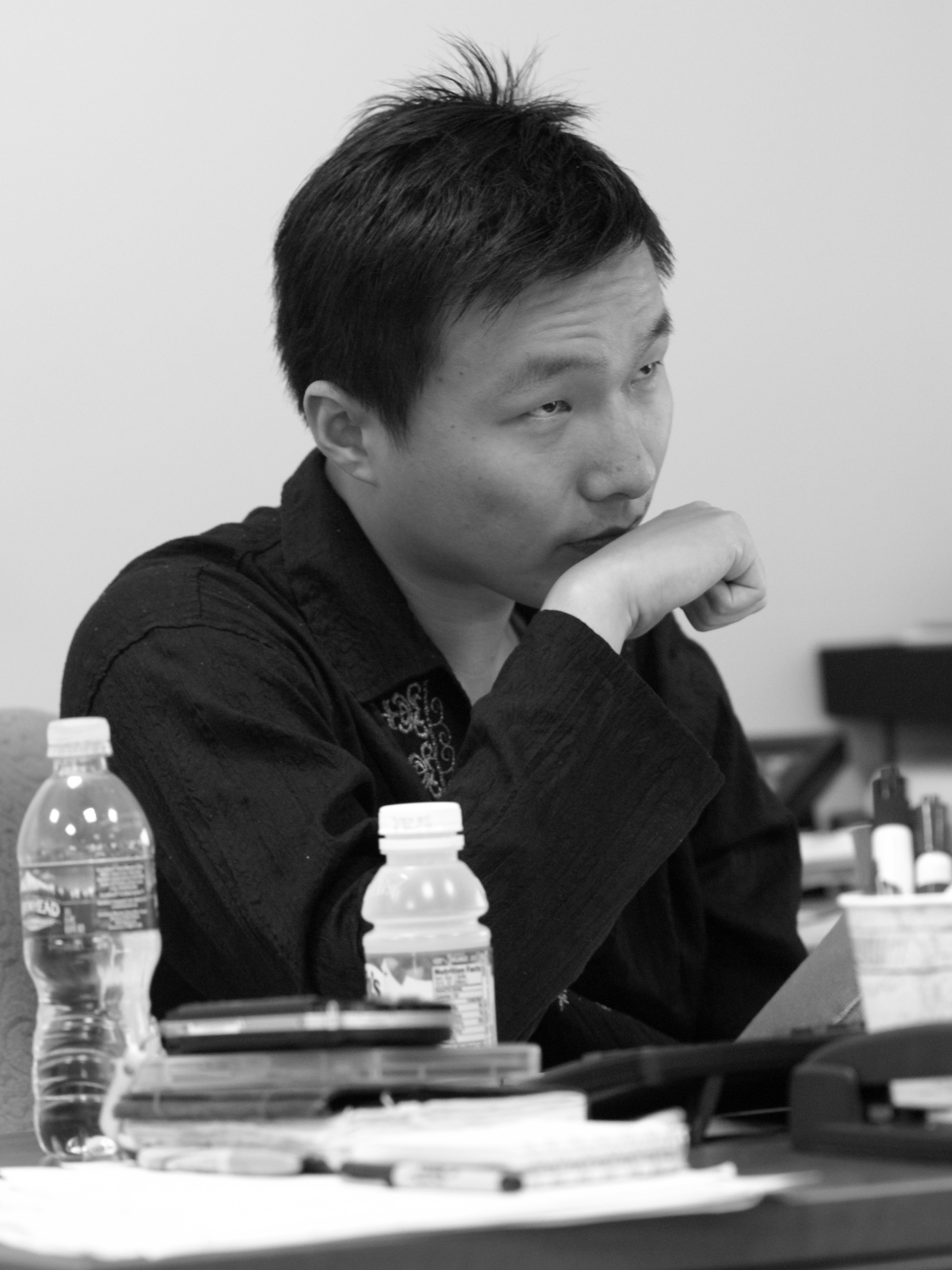
Jenova Chen, 2007

Xinghan Chen (chinesisch 陳星漢 / 陈星汉, Pinyin Chén Xīnghàn; geboren am 8. Oktober 1981 in Shanghai, China), professionell bekannt als Jenova Chen, ist ein chinesischer Game Designer. Er ist der Designer der preisgekrönten Computerspiele Cloud, Flow, Flower und Journey sowie Mitbegründer von thatgamecompany.
Chen stammt aus Shanghai, wo er einen Bachelor-Abschluss in Informatik, mit dem Nebenfach Digitale Kunst und Design, erwarb. Danach zog er in die Vereinigten Staaten, wo er einen Master-Abschluss von der University of Southern Californias Interactive Media Division erwarb. Während dieser Zeit entwickelte er die Spiele Cloud und Flow und lernte seine Kommilitonin Kellee Santiago kennen. Nach einer kurzen Zeit bei Maxis, in der er an Spore arbeitete, gründete er zusammen mit Santiago das Entwicklungsstudio thatgamecompany und wurde zum Creative Director der Firma. Das Unternehmen unterzeichnete einen Drei-Spiele-Deal mit Sony Computer Entertainment und vertrieb Flow, Flower und Journey über das PlayStation Network.
Da Chen in einer anderen Kultur als der, in der er heute lebt, geboren wurde, versucht er, Spiele zu entwickeln, die universell für alle Menschen zugänglich sind. Sein Ziel mit seinen Spielen ist es, Computerspiele als Medium reifen zu lassen, indem er Spiele entwickelt, die beim Spieler emotionale Reaktionen hervorrufen, die bei anderen Spielen fehlen. Obwohl er und thatgamecompany traditionellere Spiele entwickeln können und gemacht haben, plant er nicht, sie kommerziell weiterzuentwickeln, da er nicht glaubt, dass sie mit ihren Zielen als unabhängiger Entwickler übereinstimmen.

## Biografie
Chen wurde am 8. Oktober 1981 in Shanghai geboren, und lebte dort bis 2003. Zusammen mit seinen Eltern war er teil „einer bürgerlichen Familie.“ Sein Vater war in der Softwareentwicklung tätig, nachdem er zuvor an „einem der ersten Riesencomputer in China“ gearbeitet hatte. Obwohl Chen sich schon als kleines Kind für Kunst und Zeichnen interessierte, lenkte ihn sein Vater in Richtung der Computer, indem er ihn mit zehn Jahren bei Programmierwettbewerben anmeldete. Er interessierte sich für Computerspiele, die er dort sah, war aber nicht so begeistert von der eigentlichen Programmierung. Während seiner Teenagerzeit hatte er tiefe emotionale Erlebnisse mit Spielen, die er spielte, unter anderem mit The Legend of Sword and Fairy, was er der Tatsache zuschreibt, dass er nicht so sehr Büchern, Filmen oder Lebensereignissen ausgesetzt war, mit denen andere Menschen diese Erfahrungen gemacht hätten. Diese Erfahrungen veranlassten ihn dazu, als Erwachsener zu versuchen, diese Art von Gefühlen in Spielen zu erzeugen. Während seiner Zeit in der Highschool wählte er für sich den englischen Namen Jenova, nach einem Charakter in Final Fantasy VII. Er wollte einen Namen, der überall einzigartig sein würde, da es „Tausende von Jason Chens“ gab.
Er erwarb einen Abschluss in Computer Science & Engineering an der Jiaotong-Universität Shanghai, den er aufgrund seines Computerhintergrunds als „ziemlich einfach“, empfand. Er interessierte sich dort stark für digitale Kunst und Animation und belegte später als Nebenfach digitale Kunst und Design an der Ostchina-Universität. Immer noch interessiert an Computerspielen, war er an der Entwicklung von drei Spielen als Teil einer Studentengruppe beteiligt. Nach Abschluss seines Studiums hatte er Mühe, einen Job in der chinesischen Computerspielbranche zu finden, der seine Interessen von „Entwicklung, Kunst und Design“ vereinte, und fühlte zusätzlich, dass „nur sehr wenige Spiele tatsächlich jene Qualitäten erreicht [hatten], die für einen Erwachsenen interessant wären.“ Er dachte auch darüber nach, an den digitalen Animation für Filme zu arbeiten.

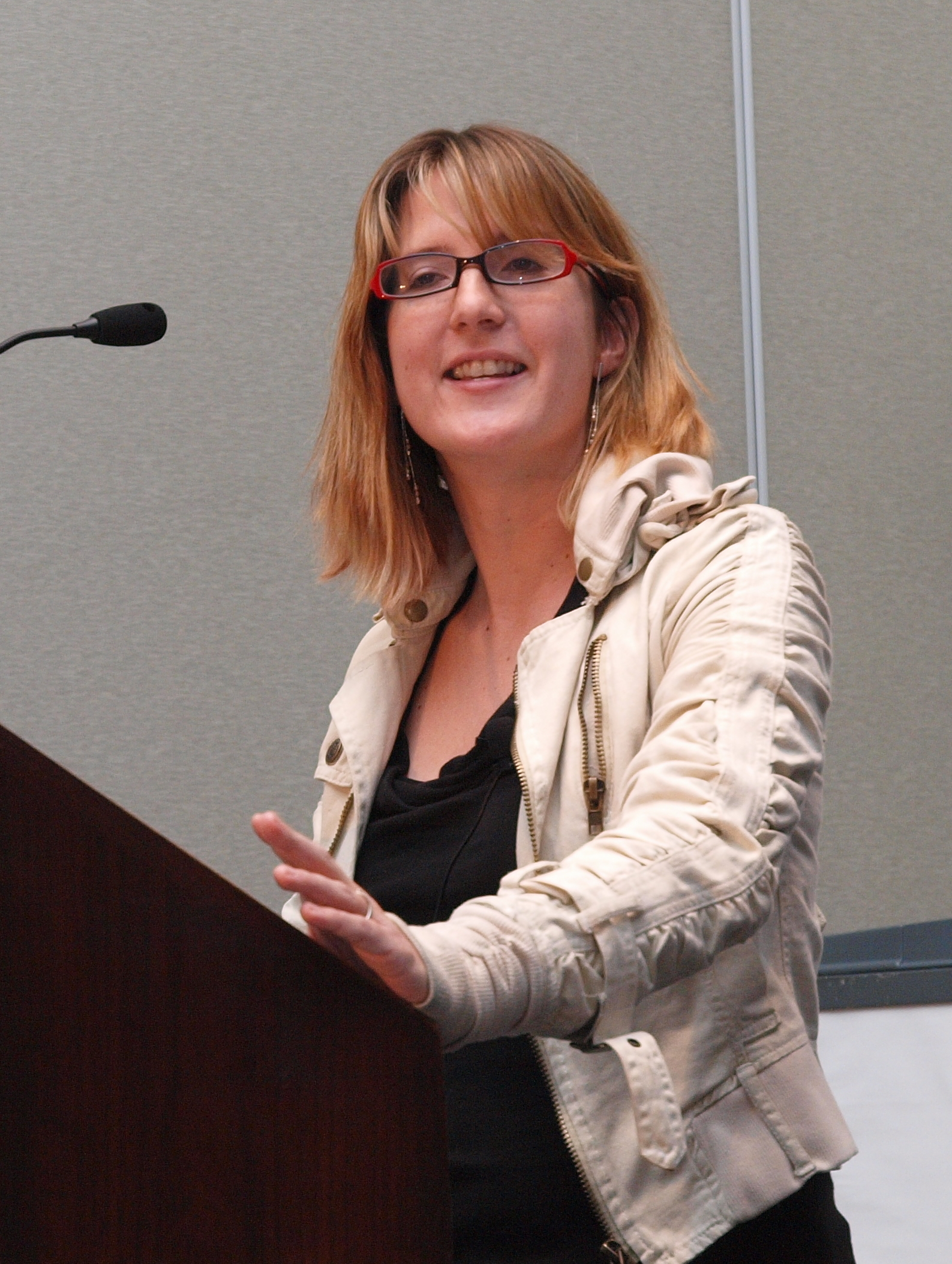
Während des Studiums lernte Chen seine spätere Geschäftspartnerin Kellee Santiago kennen.

Er zog dann in die Vereinigten Staaten, um einen Master-Abschluss in der School of Cinematic Arts an der University of Southern California (USC) zu erwerben. Chen studierte im Interactive Media Program, einer neuen Fachrichtung der School of Cinematic Arts. Seine Absicht zu dieser Zeit war es, den Abschluss zu nutzen, um die Art von Job zu bekommen, den er in China haben wollte. An der USC wurde er inspiriert, als er zur Game Developers Conference ging, bei der er die Spiele, die er im College entwickelt hatte, positiv mit den Werken von Studenten verglich, die auf dem Independent Games Festival vertreten waren. Während seines Studiums an der USC traf er Kellee Santiago, eine andere Studentin im selben Programm und die beiden beschlossen, gemeinsam an Spielen zu arbeiten, die außerhalb des Mainstreams liegen würden.
Ihr erstes Spiel, das einen Zuschuss von 20.000 US-Dollar von der USC erhielt, war Cloud, veröffentlicht im Jahr 2005, das „von einem jungen Krankenhauspatienten handelt, der in seinen Gedanken in die Lüfte steigt, obwohl er drinnen gefangen ist“. Die Idee basierte zum Teil auf Chen selbst, da er als Kind oft wegen Asthma ins Krankenhaus musste. Es war als Versuch gedacht, „das Spektrum der Emotionen zu erweitern, die Computerspiele hervorrufen“. Chen und Santiago zeigten das Spiel bei einem Studentenvortrag auf der Game Developers Conference John Hight, einem Vertreter von Sony und sagten, dass es das erste Spiel im Genre „Zen“ sei. Hight war interessiert, es kam aber kein Deal zustande. Das Spiel gewann den Preis für die beste „Studentenphilosophie“ bei der Slamdance Guerilla Games Competition, einen „Student Showcase Award“ beim Independent Games Festival und wurde bei Spike TV, G4TV sowie CBS News Sunday Morning vorgeführt.
Chen war der Meinung, dass der Grund dafür, dass Cloud so positiv aufgenommen wurde, darin lag, dass die Emotionen, die es bei den Spielern auslöste, anders waren als bei jedem anderen Spiel, das zu dieser Zeit verfügbar war und er glaubte, dass es seine „Berufung“ war, mehr Spiele zu entwickeln, die das veränderten, was die Leute unter Computerspielen verstanden. Chen schrieb im darauffolgenden Jahr seine Masterarbeit über das Konzept der dynamischen Schwierigkeitsanpassung, bei der sich das Spiel auf vergangene und gegenwärtigen Handlungen des Spielers individuell anpasst. Chen veranschaulichte seine Ideen mit Flow, einem Flash-Spiel, das er zusammen mit Nicholas Clark entwickelte. Das Spiel besteht daraus, dass der Spieler einen wasserbewohnenden Mikroorganismus durch verschiedene Tiefen des Ozeans führt, andere Organismen konsumiert und sich dabei entwickelt. Es wurde im März 2006 veröffentlicht, erreichte 100.000 Downloads in den ersten zwei Wochen und wurde bis Juli 2006 über 650.000 mal heruntergeladen. Eine PlayStation 3 Version wurde im Mai 2006 als herunterladbares Spiel für den PlayStation Store angekündigt und im Februar 2007 veröffentlicht. Im März 2008 erschien eine Version für die PlayStation Portable, die von SuperVillain Studios entwickelt wurde. Flow war 2007 das am meisten heruntergeladene Spiel im PlayStation Network und gewann den Preis für das „beste herunterladbare Spiel“ bei den Game Developers Choice Awards.
Nach dem Abschluss gründeten Chen und Santiago ihre eigene Spielefirma, thatgamecompany in Los Angeles, wo er immer noch lebt und unterzeichneten einen Vertrag mit Sony für drei PlayStation-Store-Spiele. Die PS3-Version von Flow war die erste und während der Entwicklungsphase arbeitete Chen für Maxis an dem Spiel Spore. Nach der Veröffentlichung von Flow kehrte Chen zu thatgamecompany zurück und begann mit der Arbeit an ihrem zweiten Spiel.

## thatgamecompany
Das nächste Spiel, Flower, war Chens und thatgamecompanys „erstes Spiel außerhalb des Sicherheitsnetzes der Wissenschaft.“ Chen war der Creative Director des Spiels während Santiago als Produzentin und Clark als Lead Designer fungierte. Das Unternehmen hatte eine Größe von sechs bis neun Mitarbeitern in unterschiedlichen Stadien der Entwicklung des Spiels. Flower war von Chen dazu gedacht, positive Emotionen im Spieler zu wecken und als „emotionale Zuflucht“ zu fungieren. Chen beschrieb das Spiel als „ein interaktives Gedicht, das die Spannung zwischen Urbanität und Natur erkundet.“ Er entschied sich schon früh im Entwicklungsprozess für ein „Natur“-Thema und sagte, dass er „dieses Konzept hatte, dass jede PlayStation wie ein Portal in deinem Wohnzimmer ist, das dich zu einem anderen Ort führt. Ich dachte: Wäre es nicht schön, wenn es ein Portal wäre, das es dir erlaubt, von der Natur umarmt zu werden?“ Chen entwarf das Spiel nach der Idee, dass der Hauptzweck von Unterhaltungsprodukten wie Computerspielen die Gefühle sind, die sie beim Publikum hervorrufen und dass die emotionale Vielfalt der meisten Spiele sehr begrenzt ist. Um zu erreichen, dass Flower das von ihm gewünschte „emotionale Spektrum“ hat, betrachtete Chen den Entwicklungsprozess als ein Kunstwerk und nicht als ein „lustiges“ Spiel, das nicht die gewünschten Emotionen hervorrufen würde. Im Jahr 2008, während der Entwicklungsphase von Flower, wurde Chen in die TR35-Liste vom Technology Review aufgenommen, als einer der 35 besten Innovationsführer unter 35 Jahren der Welt.
Nachdem Flower mit Kritikerlob und Preisen veröffentlicht wurde, begannen Chen und thatgamecompany an ihrem nächsten Spiel, Journey, zu arbeiten. Da in den meisten Spielen die Kommunikation zwischen den Spielern auf bestimmte Ziele ausgerichtet ist, hatte Chen mit Journey die Absicht, dass der Spieler entweder alleine spielen oder auf andere Spieler treffen kann, aber nicht direkt mit ihnen kommunizieren kann. Stattdessen müssen die Spieler durch ihre Aktionen Beziehungen zueinander aufbauen, sich gegenseitig helfen oder verlassen. Journey wurde am 13. März 2012 auf dem PlayStation Network veröffentlicht und erhielt von der Kritik viel Lob.
Chens aktuelles Spiel ist Sky, das 2018 zuerst für Apples iOS erscheinen soll. Der Fokus des Spiels liegt auf der Zusammenarbeit der einzelnen Spieler. Chen sagte zu: „Ich denke, dass wahres Glück von einer Person kommt, die wirklich anderen helfen will, und es gibt eine Menge Mechaniken im Spiel, die das Geben mit einbeziehen.“

## Einflüsse und Philosophie
Chen spielt eine breite Palette von Computerspielen. Als seine größten Einflüsse nennt er Katamari Damacy, Ico und Shadow of the Colossus. Er bezeichnet auch Final Fantasy VII als eine Art Einfluss, von dem er seinen Namen abgeleitet hat. Chen selbst spielt Spiele „kompetitiv“, einschließlich Titeln wie Street Fighter IV und StarCraft. Er glaubt, dass er eine wettbewerbsorientierte Wesensart hat, die er dem „Gewinnen“ als Spieldesigner zugewandt hat, indem er Spiele kreiert, die anders sind als das, was auf dem Markt erhältlich ist, und nicht etwa kompetitive Spiele. Da er in China aufgewachsen ist und in Amerika arbeitet, ist Chen der Meinung, dass er sich als Game Designer nicht vollständig mit beiden Kulturen identifizieren kann. Anstatt zu versuchen, Spiele zu entwickeln, die perfekt zu einer Kultur passen, versucht er Spiele zu entwickeln, die universell und kulturell unabhängig sind.
Als Chen Maxis verließ, um wieder bei thatgamecompany einzusteigen, wusste er, dass es bedeuten würde, weniger Geld zu verdienen und eine unsichere Karriere zu haben. Er war jedoch der Meinung, dass es für die Industrie und das Medium insgesamt wichtig sei, Spiele zu entwickeln, die im Spieler unterschiedliche emotionale Reaktionen hervorrufen, als nur Spannung oder Angst. Obwohl Chen nicht dagegen ist, Action-Spiele zu entwickeln und seine Firma intern „aufregende“ Spiele entwickelt hat, die bei Sony gut ankamen, ist er der Meinung, dass es keinen Sinn ergibt, dass thatgamecompany solche Spiele kommerziell produziert. Ähnlich beabsichtigt Chen nicht, dass thatgamecompany hoch budgetierte Blockbuster-Spiele produziert, da der Druck auf Gewinne, der damit einhergeht, die Innovation ersticken würde, auf die er sich bei thatgamecompany konzentrieren möchte. Chen glaubt, dass damit Computerspiele zu einem reifen Medium wie Film werden, die Industrie als Ganzes eine breite Palette von emotionalen Reaktionen auf ihre Spiele schaffen muss, ähnlich wie der Film Thriller, Liebesfilm und Komödien als Genre besitzt, die auf den Emotionen basieren, die sie beim Zuschauer hervorrufen. Er ist der Meinung, dass es nur drei Möglichkeiten gibt, wie Computerspiele Erwachsene genauso beeinflussen können wie Kinder: „intellektuell, wobei das Spiel eine neue Perspektive über die Welt eröffnet, die man noch nie zuvor gesehen hat“, durch „emotionales Berühren von jemandem“ und „durch die Schaffung eines sozialen Umfelds, in dem die intellektuelle oder emotionale Stimulation von anderen Menschen ausgehen könnte.“

## Spiele
- 2005: Cloud (Produzent, Game- und Level-Design, Entwicklung, Autor, Concept Art, Computergrafik, Titelbild, Menügrafik)[26]
- 2006: Flow (Game-Design, Entwicklung)[26]
- 2009: Flower
- 2012: Journey